# サドベリー・バレー・スクール
サドベリー・バレー・スクール（英: Sudbury Valley School）は1968年にアメリカ・マサチューセッツ州のフレイミングハムで創設された私立校である。

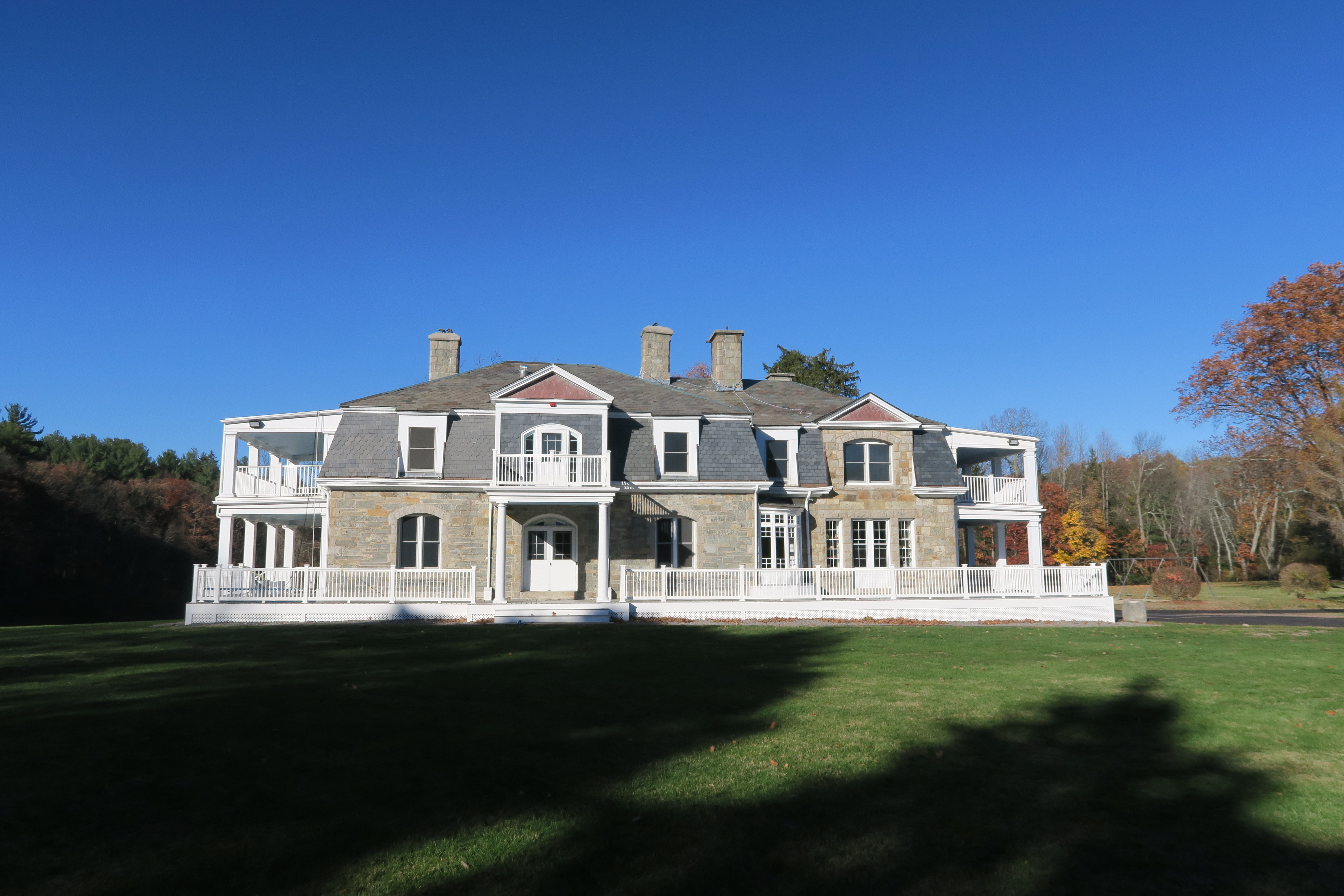

2008年現在、同校の教育方針（サドベリー・モデル）をモデルにした学校が、アメリカ合衆国・カナダ・デンマーク・イスラエル・日本・オランダ・オーストラリア・ベルギー・ドイツなどに、40校近くある。これらの学校は総称して「サドベリー・スクール」または「デモクラティックスクール」と呼ばれている。これらサドベリー・スクールは教育における自由と民主的な統治という二つの基本的な原則をもっている。サドベリー・バレー・スクールには4歳から19歳までの子供が通っている。

## 教育哲学
サドベリー・バレー・スクールの教育哲学は、人は生まれつき好奇心を持っているので、子供に信頼と責任を与えることによって、自分が何をしたいのか、なぜそれをしたいのか、どうやってそれを成し遂げるのかを子供は自身で学ぶことができる、というものである。児童・生徒は自分の時間をどう使うかを自由に決めることができる。
「民主的自治」もまたサドベリー・バレー・スクールの教育哲学の中心的な信念である。この学校は、毎週行われるスクール・ミーティング(School Meeting)という、伝統的なニュー・イングランドの町会議を模したミーティング（下記の#学校制度を参照）によって運営されている。生徒たちには、学校の権利章典の下で学校内における完全な保護が保証されている。

## 学校制度

### スクール・ミーティング
生徒とスタッフは、スクール・ミーティングを通して学校の運営に参加でき、すべての参加者に一票の権利が与えられる。ミーティングは「ロバートの議事手続き」(Robert's Rules of Order)を用いて運営される。ミーティングでは、財政、新しいルール、スタッフの選出など学校のすべての側面に関わる規則と規制が決められる。ミーティングは、円滑な学校運営を維持するために、書記(Clerks)・委員会・学校コーポレーション(School Corporation)を創設することができる。

### 書記・委員会・学校コーポレーション
書記(Clerks)は基本的に管理責任者であり、敷地のメンテナンスや出席記録など学校内の主な仕事をする。
委員会は、学校の美観やルールの侵犯などのより重要な仕事を扱う（司法委員会の会員資格は下に記されている）。他の全ての既存の委員会には誰もが参加することができる。どのスクール・ミーティングのメンバー（スタッフまたは生徒）も、10月の最初の10日間か1月の最初の10日間に、どの委員会にも参加してよい。
学校コーポレーションは、伝統的な学校の学部あるいはクラブに相当する。すべてのスクール・ミーティングのメンバー（スタッフまたは生徒）はどれかのコーポレーションのメンバーであり、どのコーポレーションもその責任者を選ぶ。。

### 司法委員会
司法委員会は学校の規則の侵犯に関する申し立てを調査し、裁判を開き、評決を行い、処罰を下す（アメリカ合衆国の司法制度に非常に似ている）。もし評決に対して再審が求められた場合は、毎週行われているスクール・ミーティングで再審が行われる。生徒とスタッフは同様に司法委員会に召喚される。

### 全校集会
また、学校の幅広い政策決定部門である全校集会(School Assembly)もある。全校集会は1年に1度開かれ、スタッフ・生徒によって構成される。サドベリーバレースクール以外のデモクラティックスクールでは保護者も参加し、共に1票をもつところもある。その主な目的は、スクール・ミーティングによって提起された学校予算の承認・人事である。また全校集会は評議会を選出するが、評議会は助言的な役割をするにすぎない。評議会の目的は全校集会から持ちかけられた問題を検討し、全校集会に報告することである。

## 施設
その教育哲学により、サドベリー・バレー・スクールの施設は多くの学校とはある程度異なる。伝統的な教室やクラスは存在しない。しかし子供たちはどの教科の授業でもリクエストすることができ、関心のある事項についてどのスタッフ・メンバーとも話すことができる。
主要な学校の建物はヴィクトリア様式の大邸宅である。一般的な用途の部屋が多くあり、読書用の部屋や音楽室など特別に用途が決められた部屋もある。工作や他の活動のための施設のある離れ家がいくつかあり、10エーカーの丘、森、伝統的な運動場、大きな池もある。インターネットにつながったコンピュータとビデオゲームも利用できる。
2008年度の授業料は1人年間6130ドルで、弟妹割引がある。

## スタッフ
サドベリー・バレー・スクールには終身在職権が存在せず、スタッフの選挙は毎年行われる。2018年現在のスタッフたちが仕事としてサドベリー・バレー・スクールに関わってきた期間は、2年から40年である。著名なスタッフには創立メンバーであるダニエル・グリーンバーグ(Daniel Greenberg)がいる。

## カリキュラム
サドベリー・バレー・スクールでは強制されたり、行うように要求される活動もない。生徒たちは自分の望むように自由に時間を使うことができ、どんな設備やどのスタッフも利用できる。
サドベリー・バレー・スクールは過去35年にわたる卒業生についての研究を二つ出版してきた。それらの研究によって分かったのは、生徒たちの8割はサドベリー・バレー・スクールを卒業した後に別の学校で学びつづけているということである。ほとんどの卒業生は第一志望の大学に受け入れられている。また生徒たちは自分たちの人生について幸せを感じていると報告し、多くの生徒は公的奉仕活動へのコミットメントを言明している。